# St. Cyriakus (Azmannsdorf)

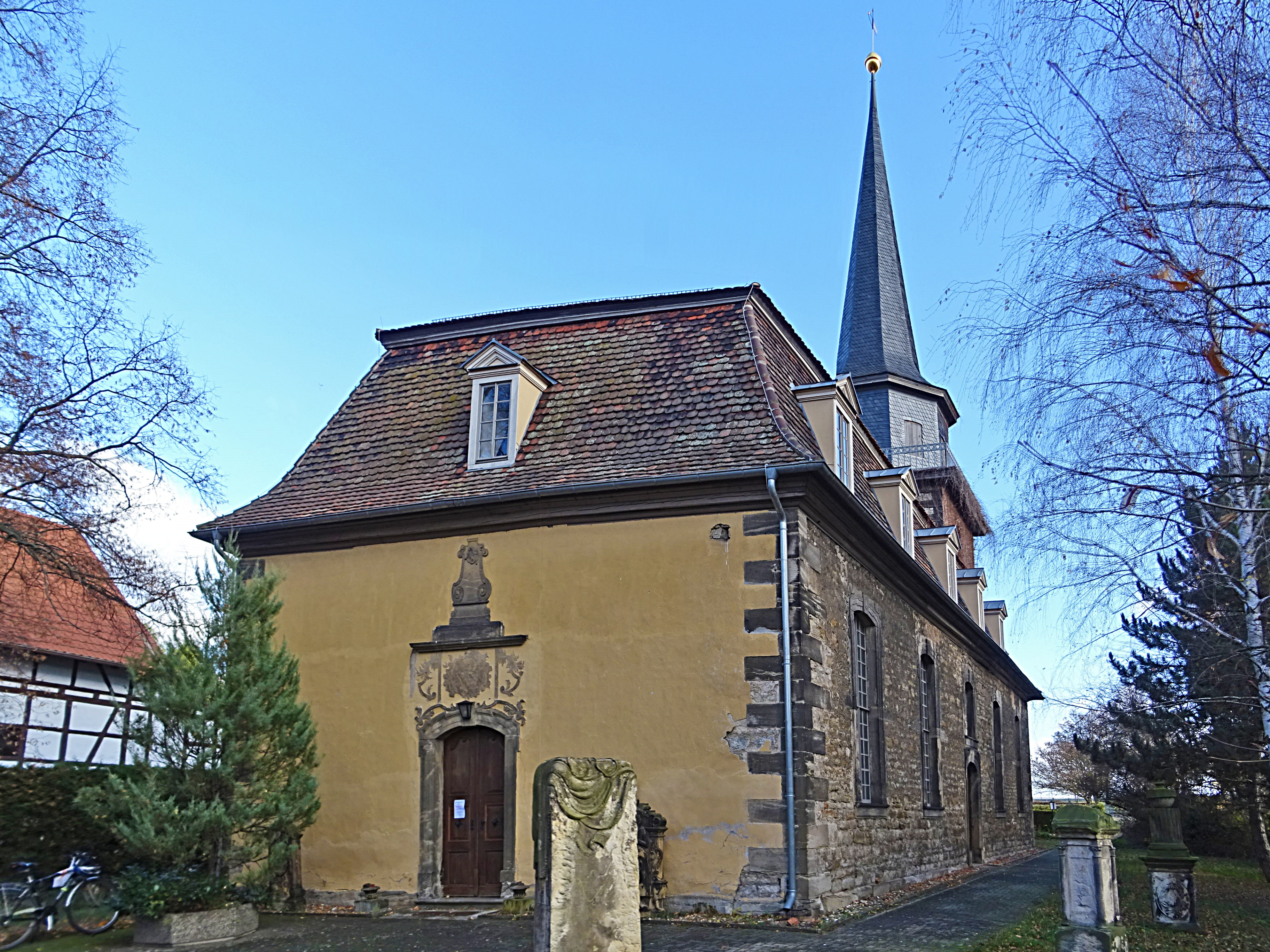
Die Kirche

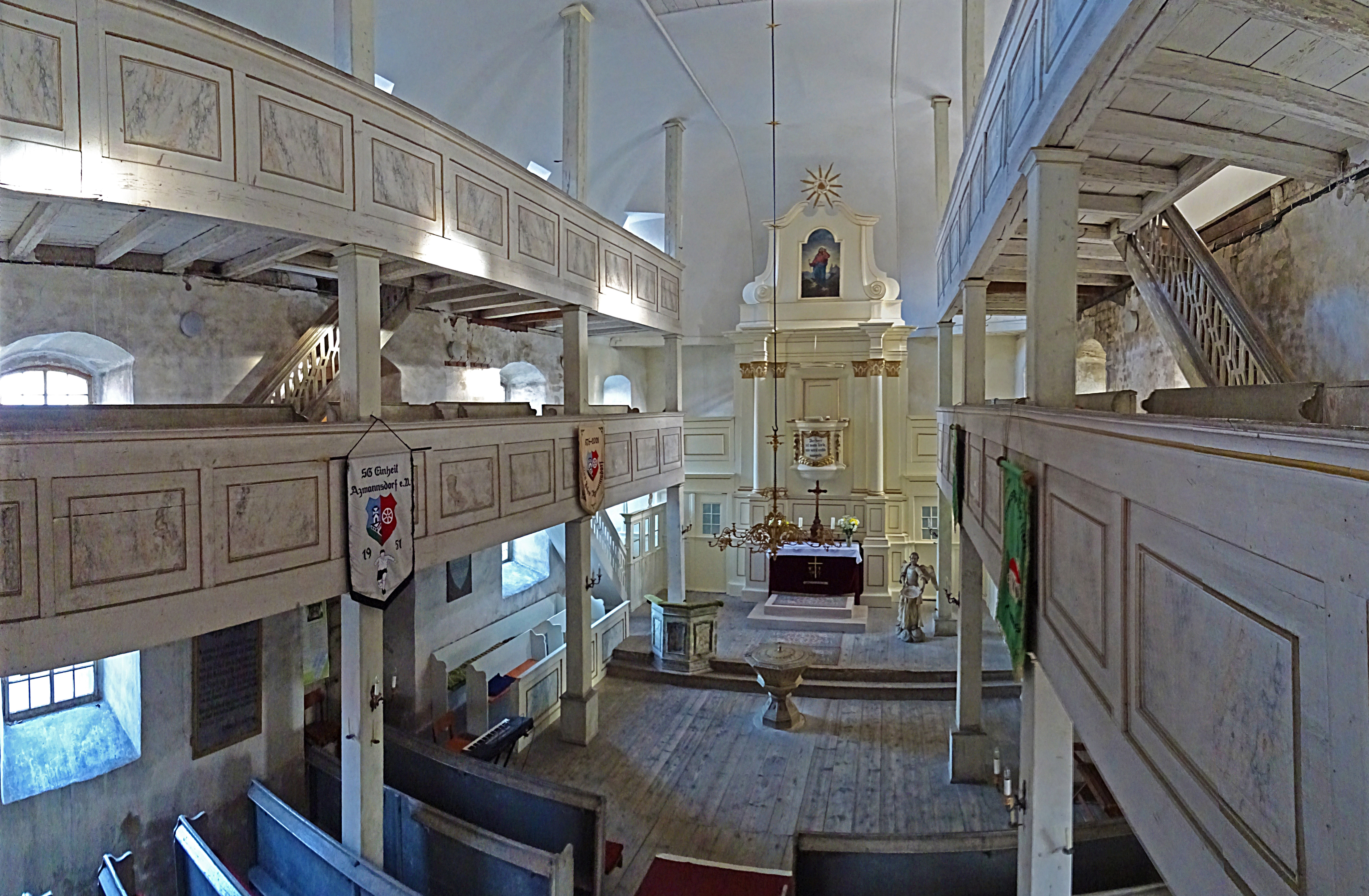
Innenansicht

Die evangelische Dorfkirche St. Cyriakus steht im Ortsteil Azmannsdorf der Stadt Erfurt in Thüringen. Die Kirchengemeinde gehört zum Kirchspiel Vieselbach im Kirchenkreis Weimar der Evangelischen Kirche in Mitteldeutschland.

## Geschichte und Ausstattung
Die Dorfkirche wurde von 1769 bis 1771 im Stil des Bauernbarock mit unvollendetem Kirchturm erbaut. Sie ersetzte einen vermutlich mittelalterlichen Vorgängerbaus, der an einer anderen Stelle gestanden hatte. Bilder und Teile des Mobiliars wurden aus der alten Kirche übernommen und sind teilweise noch heute erhalten, darunter die Bänke, die Patronatsloge und die Altarbibel. 1788 wurde der Innenraum ausgemalt. 1802 wurde die mit Marmorimitation geschaffene Doppelempore mit Loge eingebaut. Die Emporenbrüstung wurde aus alten bemalten Brettern vervollständigt.
1827 bekam der nicht vollendet gebaute Turm eine perfekte Haube. Der Orgelprospekt hat stark plastische Schnitzereien. Die Tonnendecke wurde einfarbig gefasst. Der Taufengel stammt aus dem 18. Jahrhundert.  An der Nordseite des Turmes führt eine Holztreppe zum Turm und zur Glockenstube.
Die Bronzeglocken wurden im Ersten Weltkrieg eingeschmolzen; 1920 kamen drei Gusseisenglocken als Ersatz.
1990 begann die schrittweise Sanierung des Gebäudes. Von 2004 bis 2015 wurden Dach und Decke, der Turm und einige Fenster mit Hilfe der Deutschen Stiftung Denkmalschutz umfassend restauriert. Dabei wurde im Jahre 2015 eine unter dem Putz verborgene Deckenmalerei freigelegt, die das Auge Gottes darstellt.
2018 wurde die Kirche Spielort des Projektes Sommerkonzerte in Erfurter Dorfkirchen des Kammermusikvereins Erfurt.

## Friedhof
Auf dem Friedhof stehen einige barocke Grabsteine.